# Гварзатилов, Ахмеднаби
Ахмеднаби Гварзатилов (род. 23 февраля 1993 года, Махачкала, Дагестан, Россия) — азербайджанский спортсмен дагестанского происхождения,  борец вольного стиля. Бронзовый призёр чемпионата мира 2016 года.

## Биография
Ахмеднаби родился в Махачкале, а его родители родом из села Карата, Ахвахского района. Борьбой начал заниматься с 2005 года. Начинал и долгое время тренировался в махачкалинской спортшколе «Динамо», куда его привел двоюродный брат. В «Динамо» занимался под руководством Рамиса Гусейнова и Константина Гасанова. Затем тренировался у Садрудина Айгубова в гамидовской спортшколе. После того, как в 2010 году Гварзатилов выиграл международный турнир в Азербайджане, ему предложили выступать за эту страну и он переехал в Баку.
В 2012 году стал чемпионом Европы среди юниоров. В следующем году на этих же соревнованиях был лишь вторым, но стал чемпионом мира среди юниоров.
Бронзовый призёр чемпионата мира 2016 года. Участник чемпионата мира 2014 года, занял 7 место.